# Ravit Helled
Ravit Helled Ita(en hébreu : רוית חלד איטה), née en 1980, est une planétologue israélienne, professeure au département d'astrophysique et de cosmologie de l'université de Zürich. Elle étudie les planètes géantes gazeuses du système solaire et les exoplanètes.
En 2015, elle calcule avec précision la période de rotation de Saturne avec Eli Galanti et Yohai Kaspi de l'Institut Weizmann des sciences. En 2015, elle figure dans la liste des 50 femmes les plus influentes d'Israël établie par Forbes Israël. 

## Biographie
Ravit Helled obtient son baccalauréat en sciences à l'université de Tel Aviv en 2004. Elle poursuit ses études doctorales à l'université de Tel Aviv, où elle a soutenu sa thèse sur la formation des planètes géantes en 2007.
De 2007 à 2009, elle est chercheuse postdoctorale à l'université de Californie à Los Angeles au département des sciences planétaires. En 2009, elle est nommée chargée de recherche. Pendant son séjour à l'Université de Californie, elle étudie l'influence des planétésimaux sur la formation des géantes gazeuses et modélise les planètes extérieures du système solaire. 
En 2011, elle est nommée maître de conférences au département des Sciences de la Terre de l'université de Tel Aviv. En 2015, elle en devient professeure associée. En 2016, elle devient professeure à l'Institute for Computational Science de l'université de Zurich. Elle est membre de l'UZH Space Hub.
Ravit Helled est membre de l'équipe scientifique de Juno, une sonde de la NASA qui a pour mission d'étudier la planète Jupiter. 
Elle est l'une des principales scientifiques de la mission Jupiter Icy Moons Explorerde l'Agence spatiale européenne et également membre de l'équipe scientifique du télescope spatial PLATO de l'ESA, dont le lancement est prévu en 2024.

## Recherches

### Formation des planètes
Les recherches de Ravit Helled portent sur la formation et l'évolution des planètes dans le système solaire et au-delà. Ses études examinent la relation entre la formation des planètes et leur structure interne, pour les géantes gazeuses Jupiter et Saturne, et les géantes de glace Neptune et Uranus. Les processus qui conduisent à la formation des planètes dans le système solaire sont comparés à la formation des exoplanètes. Elle examine également si un mécanisme uniforme peut être trouvé pour prédire la formation des planètes ainsi que les différences entre les différents systèmes planétaires et les processus physiques qui influencent la formation des planètes dans un système particulier. 

### Calcul des périodes de rotation de Saturne, Uranus et Neptune
En 2010, Ravit Helled et ses collaborateurs remarquent que les périodes de rotation d'Uranus et de Neptune sont en fait inconnues. Ils calculent que la durée du jour sur les géantes de glace était d'environ 16,58 heures pour Uranus et 17,46 heures pour Neptune. En 2015, avec ses collaborateurs, elle calcule avec précision le temps de rotation de Saturne (10 heures, 32 minutes, 45 secondes).  Le calcul précédent était basé sur les mesures de la sonde Voyager 2en 1981. Cependant, les calculs de la sonde Cassini-Huygens ont montré qu'il y a un écart dans les chiffres et qu'il y a un écart dans la compréhension et le calcul du temps de rotation de Saturne. Le problème est que les composants de l'atmosphère de Saturne, en particulier l'hydrogène et l'hélium, se déplacent à des vitesses différentes et n'attestent pas de la propre rotation de Saturne. Ravit Helled a calculé la vitesse de rotation en mesurant le champ gravitationnel de Saturne et en calculant sa densité et son aplatissement (le fait que son diamètre polaire est plus petit que son diamètre équatorial),.

### Obstacles au mouvement des vents dans Uranus et Neptune
Avec Yohai Kaspi et Oded Aaronson de l'Institut Weizmann des Sciences, Adam Schumann et Bill Hubbard de l'université de l'Arizona, Ravit Helled a réussi à calculer que les vents forts soufflant sur Neptune et Uranus sont limités à une couche d'atmosphère dont la profondeur n'excéde pas 1 000 km. Sur Neptune, ces vents soufflent à des vitesses d'environ 2 000 km/h, avec des orages et de forts courants de jet. Depuis la découverte de ces vents par la sonde Voyager 2, les chercheurs tentent de connaître l'ampleur du phénomène afin de mieux comprendre la composition de ces géantes de glace. L'équipe a modélisé l'influence des vents sur le champ gravitationnel des planètes et a montré que les courants de jet ne constituent qu'un faible pourcentage de la masse de la planète. Le mouvement des vents modifie la masse momentanée de la planète et donc une fluctuation de son champ gravitationnel. En calculant la relation entre la pression et la densité pour la configuration du vent et en mesurant le couple, ils ont prouvé que la couche de vent est limitée à 1 000 km et ne représente que quelques pour cent de la masse de la planète. Les chercheurs ont pu créer une carte du champ gravitationnel des planètes à partir des données de vent.

## Prix et récompenses
- Sélectionnée parmi les 50 femmes les plus influentes de Forbes Israël (2015)[13]
- Sélectionnée parmi les 50 femmes influentes des Globes (2016)[14]
- Sélectionné dans la liste des 40 jeunes les plus prometteurs de l'année par Globes (2016)[15]
- Le site Mako l'a sélectionnée comme l'une des personnalités les plus influentes en Israël (2016)[16]